# Asociación de Universidades Confiadas a la Compañía de Jesús en América Latina
De Asociación de Universidades Confiadas a la Compañía de Jesús en América Latina (AUSJAL) (Spaans voor: Vereniging van Universiteiten toevertrouwd aan de Sociëteit van Jezus in Latijns-Amerika) is, zoals de naam zegt, een vereniging van universiteiten in  Latijns-Amerika die zijn toevertrouwd aan de Sociëteit van Jezus.
De AUSJAL werd opgericht op 10 november 1985 en verenigt ondertussen (2009) 31 universiteiten in 15 landen van Latijns-Amerika.

## Aangesloten leden

### Argentinië
- Facultades de Filosofía y Teología de San Miguel
- Universidad Católica de Córdoba

### Bolivia
- Instituto Superior de Filosofía y Humanidades Luis Espinal de Cochabamba

### Brazilië
- Faculdade Jesuíta de Filosofia e Teologia (Faje)
- Faculdade São Luís
- Pontificia Universidade Católica do Rio de Janeiro (PUC-RIO)
- Universidade Católica de Pernambuco (UNICAP)
- Universidade do Vale do Rio dos Sinos (Unisinos)
- Centro Universitário da FEI

### Chili
- Universidad Alberto Hurtado

### Colombia
- Pontificia Universidad Javeriana, Bogotá
- Pontificia Universidad Javeriana, Santiago de Cali

### Dominicaanse Republiek
- Instituto Filosófico Pedro Francisco Bonó
- Instituto Especializado de Estudios Superiores Loyola

### Ecuador
- Pontificia Universidad Católica de Ecuador

### El Salvador
- Universidad Centroamericana José Simeón Cañas

### Guatemala
- Universidad Rafael Landívar

### Mexico(SUJ)
- Instituto Tecnológico y de Estudios Superiores de Occidente (ITESO)
- Universidad Iberoamericana (Ciudad de México) (UIA)
- Universidad Iberoamericana Leon
- Universidad Iberoamericana Puebla
- Universidad Iberoamericana Tijuana
- Universidad Iberoamericana Torreón
- Universidad Loyola del Pacífico (ULP)
- El Centro de Estudios Ayuuk-Universidad Indígena Intercultural Ayuuk (ISIA)

### Nicaragua
- Universidad Centroamericana (UCA), Managua

### Paraguay
- Instituto Superior de Estudios Humanísticos y Filosóficos (ISEHF)

### Peru
- Universidad Antonio Ruiz de Montoya
- Universidad del Pacífico

### Uruguay
- Universidad Católica del Uruguay Dámaso Antonio Larrañaga

### Venezuela
- Instituto Universitario Jesus Obrero
- Universidad Católica Andrés Bello
- Universidad Católica del Táchira